# مغامرات فريد
مغامرات فريد (بالإنجليزية: Franklin) مسلسل رسوم متحركة كندي عرض أول مرة في 31 مارس 1997 واستمر عرضه حتى 8 أغسطس 2004، دَبلج مركز الزهرة المسلسل للغة العربية وعُرض على قناة سبيس تون.

## روابط خارجية
- مغامرات فريد على موقع IMDb (الإنجليزية)
- مغامرات فريد على موقع ميتاكريتيك (الإنجليزية)
- مغامرات فريد على موقع روتن توميتوز (الإنجليزية)
- مغامرات فريد على موقع كينوبويسك (الروسية)
- مغامرات فريد على موقع ألو سيني (الفرنسية)
- مغامرات فريد على موقع قاعدة بيانات الفيلم (الإنجليزية)
- Franklin and Friends web page at TreeHouseTV.com
- TV.com Franklin guide نسخة محفوظة 10 يناير 2015 على موقع واي باك مشين.
- EpGuides - Episode Listings
- Toronto's Franklin Park
- Franklin (noggin.com - Web Archive)
- Franklin on TV Tropes
- Franklin on ABC 4 Kids[وصلة مكسورة]